# Passerano Marmorito
Passerano Marmorito ist eine Gemeinde in der italienischen Provinz Asti (AT), Region Piemont.

## Lage und Einwohner
Passerano Marmorito liegt rund 30 km nordwestlich von der Provinzhauptstadt Asti entfernt. Das Gemeindegebiet umfasst eine Fläche von zwölf km² und hat 447 Einwohner (Stand 31. Dezember 2023). Zur Gemeinde zählen die kleinen Dörfer und Weiler Primeglio, Schierano, Marmorito, Rocco und Boscorotondo. 
Die Nachbargemeinden sind Albugnano, Aramengo, Capriglio, Castelnuovo Don Bosco, Cerreto d’Asti, Cocconato, Pino d’Asti und Piovà Massaia.

## Geschichte
Der Name der Stadt leitet sich wahrscheinlich von einem römischen Prädiale Passerius und von Marmor ab, da dort Steinbrüche mit Baumaterial oder einige mit Marmor bedeckte antike Gebäude vorhanden waren. Das Schloss, ein imposantes, aus mehreren Teilen bestehendes Bauwerk aus der Zeit zwischen dem 13. und 17. Jahrhundert, wobei Teile möglicherweise aus dem 12. Jahrhundert stammen, gehört noch heute der Familie Conti Radicati. Sein Garten, der zu den historischen Gärten des Monferrato gehört, beherbergt eine reiche Vegetation, darunter eine monumentale Libanon-Zeder und einen großen Mammutbaum. Neben dem Zugangsturm des Schlosses befindet sich das Münzgebäude, in dem sich heute die Stadtbibliothek und eine Kapelle aus dem 14. Jahrhundert befinden.
Die barocke Pfarrkirche San Pietro e Paolo liegt an einem hübschen kleinen Platz, der von imposanten Bastionen gestützt wird, in denen sich der gut erhaltene Flügel befindet, in dem der Agrarmarkt stattfand.

## Kulinarische Spezialitäten
Bei Passerano Marmorito werden Reben der Sorte Barbera für den Barbera d’Asti, einen Rotwein mit DOCG Status, sowie für den Barbera del Monferrato angebaut.
Die Rebsorte Malvasía di Schierano wurde nach dem Ortsteil Schierano benannt.

## Gemeindepartnerschaften
- Beauvoisin, Frankreich, seit 2011